# Дорога до зірок (фільм, 1942)
«Дорога до зірок» (рос. Дорога к звёздам) — радянський художній фільм, знятий режисером Едуардом Пенцліним в умовах евакуації під час Німецько-радянської війни, в 1942 році.

## Сюжет
Червень 1941 року. Студент консерваторії Митя Єлісєєв шукає тему для свого дипломного твору. Розпочата Велика Вітчизняна війна змінює його плани, і він вирішує добровольцем піти в армію і стати льотчиком. Батько Миті, полковник авіації, не підтримує бажання сина, вважаючи його непридатним для складної і важкої професії. Однак Миті вдається поступити в льотну школу. Завдяки своєму старанню і допомозі викладача й начальника школи Новикова він стає одним з кращих курсантів. Незабаром майор Новиков відправляється на фронт з черговим поповненням. Перед льотною частиною полковника Єлісєєва поставлена задача — виявити ретельно замаскований фашистський аеродром. Кілька розвідувальних польотів завершуються невдачею — радянські літаки збиває знаменитий фашистський ас Вундерліх. Полковник Єлісєєв віддає наказ Новикову відправити в розвідку кращого курсанта. Вибір падає на Митю. Вундерліху вдається пошкодити його літак, зробивши підступний маневр, але Єлісєєв встигає виявити аеродром і повідомляє його місце розташування. Митя здійснює аварійну посадку. Аеродром розгромлений радянською авіацією. Митя знову стикається в повітрі з Вундерліхом і цього разу збиває його. Після переможного бою Митя стикається з генералом Кожухаровим, який до війни врятував Митю, коли він зазівався перед колесами автомобіля. Той питає, чи не відмовився молодий композитор від мрії написати симфонію. Митя відповідає, що написав симфонію, але планує написати кращу, коли війна закінчиться.

## У ролях
- Чеслав Сушкевич —  Митя Єлісєєв
- Олександр Хвиля —  полковник Єлісєєв
- Василь Зайчиков —  майор Новиков
- Марк Бернес —  генерал Кожухаров
- Микола Черкасов (Сергєєв) —  командувач фронтом
- Ірина Федотова —  Оля
- Микола Волков —  майор Вундерліх
- Віктор Ключарьов —  лейтенант Гютнером
- Іван Переверзєв — Філімонов, стрілок-радист
- Борис Андрєєв — льотчик
- Андрій Мірошниченко — епізод

## Знімальна група
- Автор сценарію: Володимир Крепс
- Режисер: Едуард Пенцлін
- Оператор: Василь Симбірцев
- Художник: Йосип Юцевич
- Композитор: Микита Богословський
- Звукооператор: Г. Сенчілло